# 무등초등학교
무등초등학교는 대한민국 광주광역시 북구 우산동에 있는 공립 초등학교다.

## 학교 연혁
- 1988. 03. 21. 무등초등학교 개교(광주문화초등학교, 광주우산초등학교에서 분리)
- 2012. 09. 01. 조용식 교장선생님 부임
- 2013. 03. 01. 27학급 편제 운영
- 2014. 03. 01. 일반 25학급, 특수 1학급 편제 운영
- 2015. 02. 16. 제27회 졸업(졸업생 106명, 총 졸업생 수 6,324명)
- 2015. 03. 01. 일반24학급, 특수1학급(총 537명)
- 2016. 02. 05. 제28회 졸업(졸업생 86명, 총 졸업생 수 6,410명)
- 2016. 03. 01. 제12대 설향순 교장 부임
- 2016. 03. 01. 일반 23학급, 특수 1학급 (총 496명)
- 2017. 02. 27. 제29회 졸업(졸업생 94명, 총 졸업생 수 6,504명)
- 2017. 03. 01. 일반 21학급, 특수 1학급 (총 445명)

## 근접한 학교
- 문화중학교